# رشته‌کوه سالایر
رشته‌کوه سالایر (انگلیسی: Salair Ridge) یک رشته‌کوه در استان نووسیبیرسک کشور روسیه است.